# Cara Seymour
Cara Seymour (ur. 1964 w Esseksie) – brytyjska aktorka teatralna, telewizyjna i filmowa.

## Życiorys
Rozpoczęła studia na University of Cambridge, gdzie wraz z kilkoma koleżankami założyła grupę artystyczną Trouble & Strife, w której grała przez kilka lat (m.in. w Wielkiej Brytanii i USA). Zagrała także m.in. w sztuce Ecstasy Mike’a Leigha.
W filmie debiutowała w 1997. Wystąpiła w takich produkcjach jak Masz wiadomość, American Psycho, Tańcząc w ciemnościach, Gangi Nowego Jorku, Hotel Ruanda, Była sobie dziewczyna, I Origins. W 2002 zagrała jedną z głównych ról w Adaptacji, której obsada była nominowana do Nagrody Gildii Aktorów Ekranowych. W 2014 dołączyła do głównej obsady serialu The Knick, w którym wcieliła się w siostrę Harriet, katolicką zakonnicę prowadzącą sierociniec. Produkcja otrzymała pozytywne recenzje, liczne nominacje i nagrody, w tym Satelitę dla najlepszej obsady serialu.

## Filmografia
- 1997: A Further Gesture
- 1998: Masz wiadomość
- 2000: A Good Baby
- 2000: American Psycho
- 2000: Tańcząc w ciemnościach
- 2001: Silent Grace
- 2002: Adaptacja
- 2002: Gangi Nowego Jorku
- 2004: Evergreen
- 2004: Hotel Ruanda
- 2004: Narodziny
- 2005: Słynna Bettie Page
- 2005: Steal Me
- 2007: Rodzina Savage
- 2008: Last Call
- 2008: The Auteur
- 2009: Była sobie dziewczyna
- 2009: The Greatest
- 2011: The Music Never Stopped
- 2013: Zero Hour (serial TV)
- 2014: I Origins
- 2014: The Knick (serial TV)[2]